# دربند (قزوین)
دربند (قزوین)، روستایی از توابع بخش رودبار شهرستان شهرستان قزوین در استان قزوین ایران است.

## جمعیت
این روستا در دهستان رودبار شهرستان قرار دارد و براساس سرشماری مرکز آمار ایران در سال ۱۳۸۵، جمعیت آن ۱۳۹ نفر (۳۴خانوار) بوده‌است. عمده محصولاتشان گیلاس و فندوق می‍باشد. و راه ارتباطی آن خاکی است. مزار امامزاده هاشم در این روستا قرار دارد.